# Europarc Dreilinden

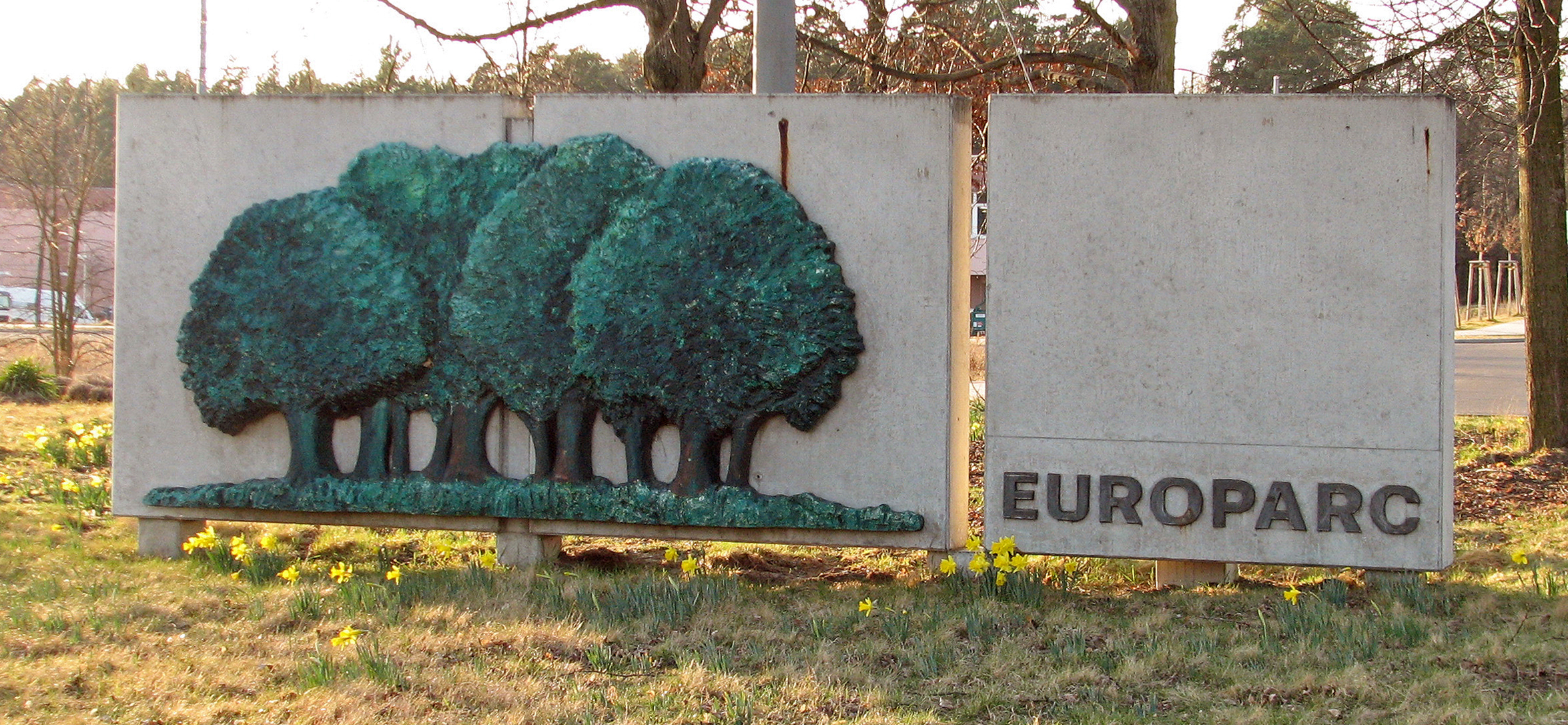
Europarc Dreilinden, Logo am Kreisverkehr

Der Europarc Dreilinden ist ein Gewerbepark, der ab 1993 auf dem Gelände des ehemals europaweit größten Grenzkontrollpunktes Drewitz errichtet wurde.

## Geschichte

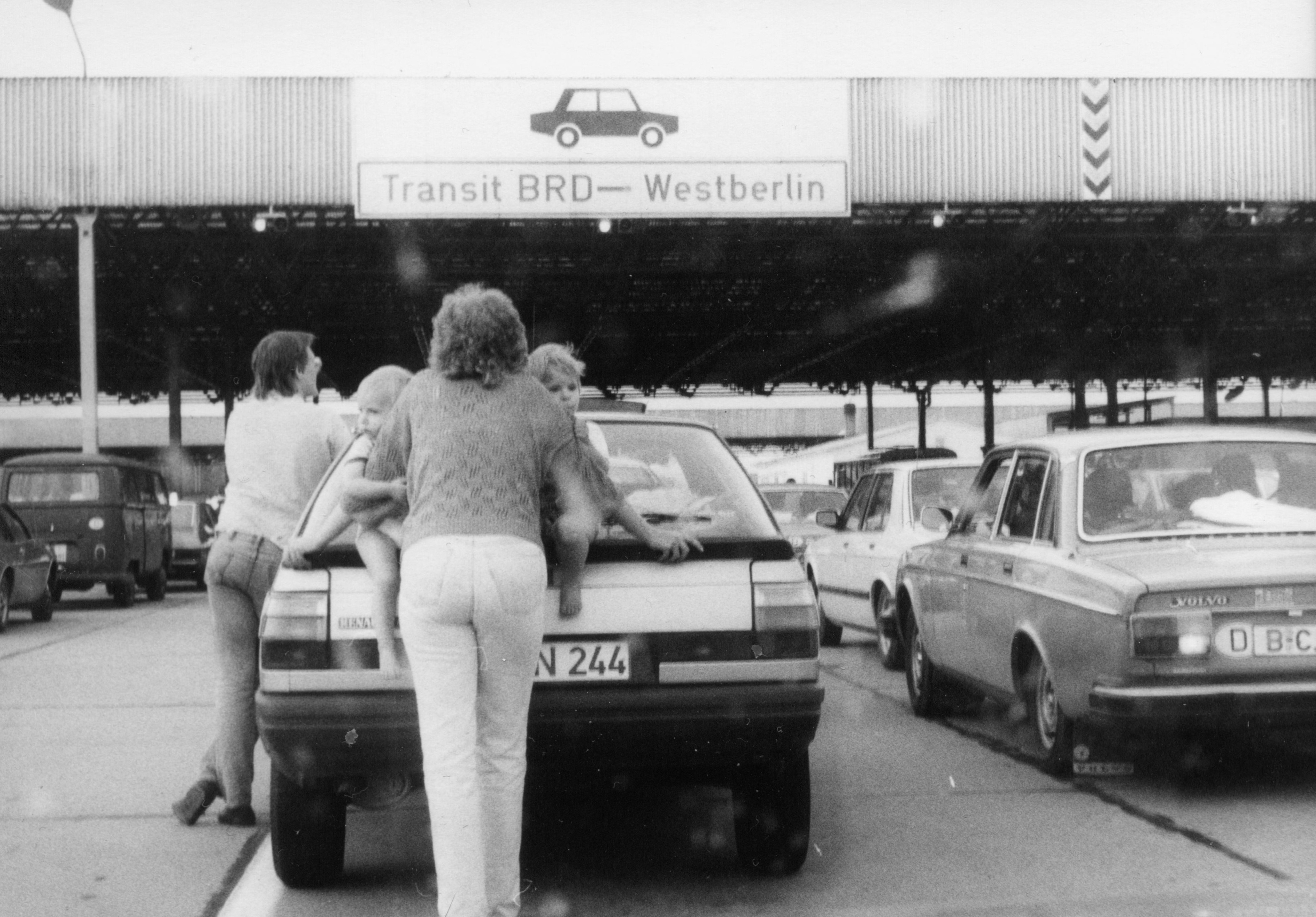
Grenzübergangsstelle Drewitz

Auf der heutigen Gemarkung Dreilinden befand sich enklavenähnlich, militärisch gesichert, die Grenzübergangsstelle Drewitz und auf der heutigen Autobahn A 115 der Alliierten-Übergang Checkpoint Bravo zwischen West-Berlin und der DDR. Der Kontrollpunkt an der damals wichtigen Transitstrecke nach Westen und Süden als Fortführung der Berliner AVUS/A 115 war der meistfrequentierte Übergang nach West-Berlin.
Von der ehemaligen Grenzübergangsstelle ist der Kommandantenturm erhalten. Der 1998 gegründete Verein Checkpoint Bravo e. V., benannt nach der Bezeichnung der Alliierten für diesen Kontrollpunkt, fördert die Restaurierung, Ausbau und Pflege des denkmalgeschützten Turms. Der Turm wurde im Jahr 2007 grundlegend saniert und beinhaltet eine Dauerausstellung, die an die Geschichte der deutschen Teilung erinnert.

## Heutige Nutzung
Der Gewerbepark, direkt an Berliner Stadtgebiet grenzend, gehört zur Gemeinde Kleinmachnow und damit zum Land Brandenburg. Als Besonderheit können die Gewerbeparkmieter ihren Festnetzanschluss sowohl über das Kleinmachnower als auch das Berliner Ortsnetz anbinden lassen.

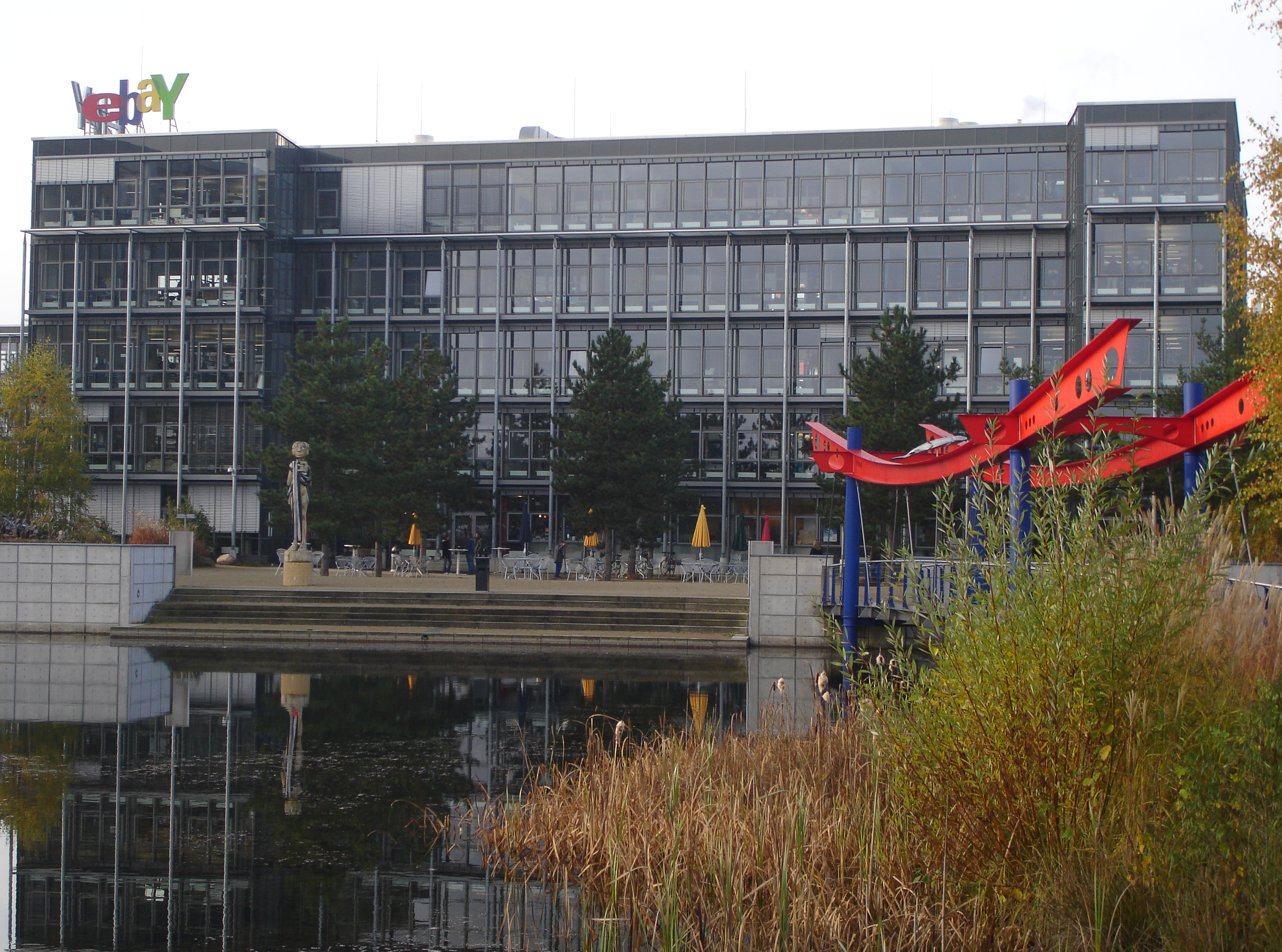
eBay-Deutschlandzentrale

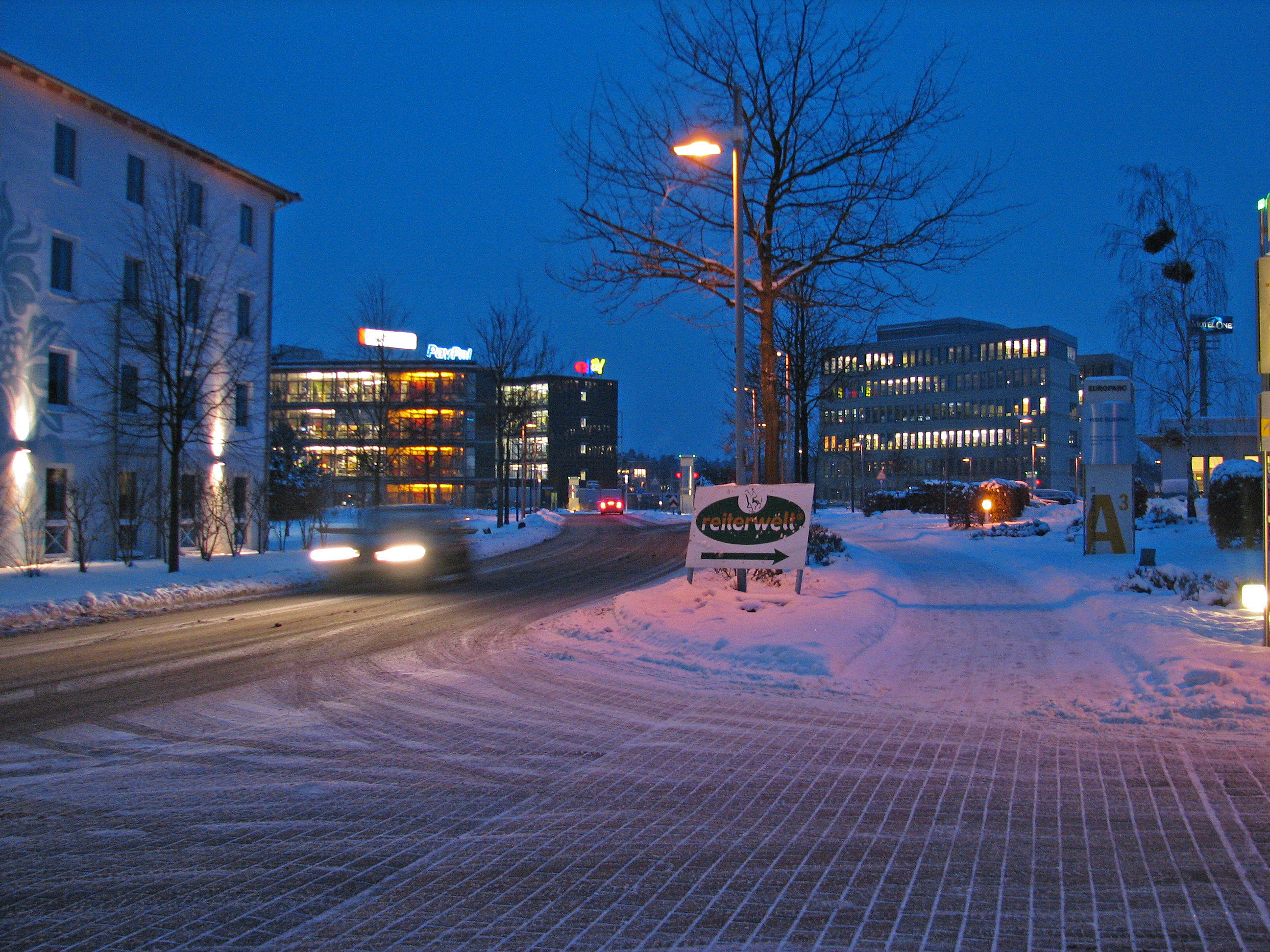
Der Europarc Dreilinden im Winter

Die Größe der damaligen Grenzanlagen spiegelt sich in der Gewerbeparkfläche von 450.000 m² wider. Bislang sind 75 Prozent des Grundstücks entwickelt. 80 Unternehmen mit rund 3000 Mitarbeitern sind momentan am Standort angesiedelt. In der Zielplanung soll der Gewerbepark mehr als 6000 Arbeitsplätze bieten.
Die bekanntesten Firmen im Europarc sind die Deutschlandniederlassung von eBay, der Internet-Marktplatz für Fahrzeuge mobile.de und ein Porsche-Autohaus. Daneben sind zahlreiche kleinere Firmen sowie zwei Hotels vertreten. eBay, seit dem Jahr 2000 im Europarc angesiedelt, hat seine Belegschaft zwischen 2004 und 2008 um 600 auf 1300 Mitarbeiter ausgebaut. Durch eine Auslagerung der internationalen Kundenbetreuung nach Dublin und die Streichungen von 400 Stellen sind heute noch 900 Mitarbeiter für eBay in Kleinmachnow tätig.
Eine Anbindung des Gewerbeparks an die wieder zu errichtende Stammbahn-Eisenbahnlinie zwischen Berlin und Potsdam, die nach dem Zweiten Weltkrieg abgebaut wurde, ist offen. Mit dem ÖPNV kann das Gebiet ausschließlich über die Buslinie 620 vom Bahnhof Wannsee sowie von Kleinmachnow und Teltow aus erreicht werden. Die Anbindung an die A 115 ist durch eine eigene Autobahnanschlussstelle gewährleistet.